# Сиуа
Сиуа (на арабски: واحة سيوة‎, Уахат Сиуа; на берберски: ⵉⵙⵉⵡⴰⵏ, Исиуан; на коптски: (ϯ)ϣⲉϣⲁⲙⲟⲩ) е оазис в Египет, разположен между депресията Катара и Либийската пустиня, на около 50 km от границата с Либия и на около 560 km от столицата Кайро. С дължина около 80 km и ширина около 20 km, оазисът Сиуа е едно от най-изолираните селища в Египет, с население от 23 000 души, мнозинството от които бербери, които говорят език от берберската група, известен като сиуийски (сиуи). Най-известен е с това, че в древността тук се помещава оракул на бог Амон, поради който древното име на оазиса е Амониум. Днес развалините на оракула са популярна туристическа атракция. Исторически е част от областта Либия. Съвременното име Сиуа е споменато за първи път през XV век и е от неизвестен произход. Преди това арабските географи го наричат Сантария.

## География
Оазисът е разположен в депресия, на 20 km западно от Катара. Захранван е от две езера, образувани от стичането на подпочвените води в областта. Селището лежи на 19 m под морското равнище.

## История
Макар за оазисът да е известно, че е населяван още от 10 хилядолетие пр.н.е., най-ранните доказателства за връзката му с Древен Египет е 26-а династия, когато е създаден некропол. Древногръцки заселници от Кирена откриват оазиса по същото време (7 хилядолетие пр.н.е.) и храма на Амон. Херодот научава за мястото като „фонтан на Слънцето“, чиито води са най-студени в жегата по пладне. В хода на кампанията си за покоряване на Персийската империя, Александър Велики достига оазиса, като според сведенията е следвал птиците през пустинята, макар мотивите за екскурзията му да остават непроницаеми и оспорвани. По време на Елинистическия Египет, древноегипетското име на оазиса е sḫ.t-ỉm3w, означаващо „поле с дървета“.
Доказателствата за християнство в Сиуа са колебливи, но през 708 г. жителите на оазиса устояват на ислямско нашествие и не го приемат поне до 12 век. Намерен местен ръкопис споменава само седем семейства с общо 40 души, които обитават оазиса към 1203 г.
През 12 век Мохамед ал-Идриси споменава оазиса като населяван главно от бербери с арабско мнозинство – век преди ал-Бакри да заяви, че само бербери живеят там. Египетският историк ал-Макризи пътува до Сиуа през 15 век и описва как езикът говорен там е подобен на езика на берберските племена зенета.
Първият европеец, посетил оазиса след римски времена, е английският пътшественик Уилям Джордж Браун, който пристига през 1792 г., за да види древния храм на Амон.
Египетският суверенитет е потвърден в Сиуа от Мохамед Али паша през 1819 г. През пролетта на 1893 г. германският изследовател и фотограф Херман Бурхарт фотографира архитектурата на Сиуа, а днес снимките му се пазят в Етнологическия музей в Берлин.
Тъй като населението на Сиуа е берберско, демографски и културно оазисът е по-тясно свързан с Либия, която има голямо берберско население, отколкото с Египет, къдет берберите са незначителна част от населението. Освен това, арабското управление от далечно Кайро е слабо и белязано от няколко бунта. Египет започва да прилага по-твърд контрол над оазиса след визита през 1928 г. на Фуад I, който смъмря местното население за „определен грях“ и уточнява наказанията, които си прилагат в случай че сиуанците престъпят египетския морал.
Сиуа е сцена някои сражения през Първата и Втората световна война. При него е базирана разузнавателна група на Британската армия, но Африканският корпус на Ромел завладява района три пъти. Германските войници се къпят голи в езерото на оракула в разрез с местните обичаи, които забраняват публичната голота. През 1942 г., докато италианската 136-а пехотна дивизия е окупирала оазиса, е установено малко египетско марионетно правителство в Сиуа.
Древната крепост на Сиуа, Шали Гади, е построена върху естествена скала от сол, кал и палмови дънери. След като повредена от три дни проливен дъжд през 1926 г., тя е изоставена в полза на подобни неподсигурени постройки в ниското, някои от които по-късно се укрепени с шлакови блокове и ламаринени покриви. Само една сграда от комплекса Шали е поправена и все още се използва – джамията. Постепенно разяждан от редките дъждове, Шали остава характерна черта на оазиса със своите пет етажа над съвременното селище и осветяван нощем от прожектори. Много от неукрепените сгради, граничещи с улиците на Шали, са разцепени от големи пукнатини или са частично срутени.
През 2007 г. в Сиуа се намерени отпечатъци от човешки стъпала, чиято възраст е оценявана на около 3 милиона години.

## Климат
| Климатични данни за Сиуа              | Климатични данни за Сиуа | Климатични данни за Сиуа | Климатични данни за Сиуа | Климатични данни за Сиуа | Климатични данни за Сиуа | Климатични данни за Сиуа | Климатични данни за Сиуа | Климатични данни за Сиуа | Климатични данни за Сиуа | Климатични данни за Сиуа | Климатични данни за Сиуа | Климатични данни за Сиуа | Климатични данни за Сиуа |
| Месеци                                | яну.                     | фев.                     | март                     | апр.                     | май                      | юни                      | юли                      | авг.                     | сеп.                     | окт.                     | ное.                     | дек.                     | Годишно                  |
| Абсолютни максимални температури (°C) | 29,3                     | 34,6                     | 41,6                     | 44,8                     | 48,0                     | 48,2                     | 45,2                     | 46,2                     | 42,8                     | 41,9                     | 37,5                     | 29,0                     | 48,2                     |
| Средни максимални температури (°C)    | 19,3                     | 21,5                     | 24,5                     | 29,9                     | 34,0                     | 37,5                     | 37,5                     | 37,0                     | 34,6                     | 30,5                     | 25,0                     | 20,5                     | 29,3                     |
| Средни температури (°C)               | 12,1                     | 14,0                     | 17,3                     | 21,9                     | 25,8                     | 29,2                     | 29,9                     | 29,4                     | 27,1                     | 22,8                     | 17,3                     | 13,2                     | 21,7                     |
| Средни минимални температури (°C)     | 5,6                      | 7,1                      | 10,1                     | 13,7                     | 17,8                     | 20,4                     | 21,7                     | 21,4                     | 19,5                     | 15,5                     | 10,2                     | 6,5                      | 14,1                     |
| Абсолютни минимални температури (°C)  | −2,2                     | −1,3                     | 0,3                      | 5,7                      | 7,5                      | 14,0                     | 17,5                     | 15,9                     | 11,7                     | 7,8                      | 2,9                      | −0,7                     | −2,2                     |
| Средни месечни валежи (mm)            | 2                        | 1                        | 2                        | 1                        | 1                        | 0                        | 0                        | 0                        | 0                        | 0                        | 2                        | 1                        | 9                        |
| Средно количество слънчеви часове     | 230.7                    | 248.4                    | 270.3                    | 289.2                    | 318.8                    | 338.4                    | 353.5                    | 363.0                    | 315.6                    | 294.0                    | 365.5                    | 252.8                    | 3540                     |
| ------------------------------------- | ------------------------ | ------------------------ | ------------------------ | ------------------------ | ------------------------ | ------------------------ | ------------------------ | ------------------------ | ------------------------ | ------------------------ | ------------------------ | ------------------------ | ------------------------ |
| Източник: NOAA                        |                          |                          |                          |                          |                          |                          |                          |                          |                          |                          |                          |                          |                          |

## Култура
Традиционната култура на Сиуа има много чести, които са различни от египетската култура, някои от които са отражение на дългогодишната връзка с Магреб и факта, че населението му е берберско. До построяването на асфалтиран път до средиземноморския бряг през 1980-те години, единствената връзка на Сиуа с външния свят е чрез камили през пустинята. Те се използват за износа на фурми и маслини, както и за превоз на поклонници, отправили се към Мека.
В резултат на тази изолация, местното берберско население е развило уникална култура, която се засвидетелства от кошничарството, грънчарството, сребърните изделия, бродерията и облеклото. Най-известни примери са булчинското сребро и сребърните орнаменти и мъниста, които жените носят в изобилие на сватби и други празници. Тези елементи се украсяват със символи, свързани с историята на Сиуа и местните вярвания.
Бижутата, изготвяни от местни майстори на сребърни изделия, включват сребърни колиета, обеци, гривни, орнаменти за коса, висулки и много пръстени. За заможна жена, цялата им съвкупност може да тежи 5 – 6 килограма. Сиуанците са ендогамни и рядко се женят за външни хора.

### Хомосексуални традиции
Сиуа е от особен интерес за антрополозите и социолозите, поради приемането на мъжката хомосексуалност и дори провеждането на ритуали за еднополови бракове. Тези традиции са потискани от египетските власти от началото на 20 век. Счита се, че практиката се е появила още в древни времена, когато е било задължително неженените мъже и младите момчета да живеят и работят заедно извън Шали. Когато германския египтолог Георг Щайндорф изследва оазиса през 1900 г., той докладва, че хомосексуалните връзки са широко разпространени и често се разрастват до брак. Към средата на 20 век различни изследователи докладват, че хомосексуалността в Сиуа не само е повсеместна, а бушува. Повечето момчета, участващи в содомия, са между 12 и 18 години. Докато жените по това време са зле поддържани, голяма част от мъжете са привличани повече от младите момчета. Към края на 1940-те години, обаче, бракът с непълнолетно момче вече като цяло е забранен. В днешно време египетските власти се опитват да заличат историческите записи и сведения за хомосексуализма в оазиса.

## Икономика
Основната дейност, извършвана от обитателите на оазиса, е земеделието, като главните култури са фурми и маслини. Важни са и занаяти като кошничарството. През последните десетилетия важен източник на ресурси е туризмът. Много внимание се отделя на строежа на хотели с местни материали и съвпадащи с местния стил.

## Галерия
- Кирпичени жилища в оазиса Сиуа
- Кирпичени къщи в Сиуа
- Пустинята около Сиуа
- Воден басейн в оазиса Сиуа
- Храмът на оракула на Амон в Сиуа
- Друг изглед към храма